# Aphelandra hapala
Aphelandra hapala är en akantusväxtart som beskrevs av Wasshausen. Aphelandra hapala ingår i släktet Aphelandra och familjen akantusväxter. Inga underarter finns listade i Catalogue of Life.